# Florian Bauer
Florian Bauer (ur. 11 lutego 1994 w Altötting) – niemiecki bobsleista, wicemistrz olimpijski z Pekinu 2022, wicemistrz  świata, mistrz Europy i mistrz świata juniorów.

## Życie prywatne
Mieszka w Monachium. Studiował inżynierię lądową na Uniwersytecie Technicznym w Monachium.

## Udział w zawodach międzynarodowych
| Impreza                     | Rok  | Gospodarz            | Konkurencja | Miejsce |                      |      |       |        |      |
| --------------------------- | ---- | -------------------- | ----------- | ------- | -------------------- | ---- | ----- | ------ | ---- |
| Impreza                     | Rok  | Gospodarz            | Konkurencja | Miejsce | Igrzyska olimpijskie | 2022 | Pekin | dwójki | 02 ! |
| czwórki                     | 02 ! |                      |             |         | Igrzyska olimpijskie | 2022 | Pekin |        |      |
| Mistrzostwa świata          | 2019 | Whistler             | czwórki     | 9.      |                      |      |       |        |      |
| Mistrzostwa świata          | 2020 | Altenberg            | czwórki     | 02 !    |                      |      |       |        |      |
| Mistrzostwa świata          | 2021 | Altenberg            | czwórki     | 03 !    |                      |      |       |        |      |
| Mistrzostwa Europy          | 2019 | Schönau am Königssee | czwórki     | 01 !    |                      |      |       |        |      |
| Mistrzostwa Europy          | 2020 | Winterberg           | czwórki     | 01 !    |                      |      |       |        |      |
| Mistrzostwa Europy          | 2021 | Winterberg           | czwórki     | 4.      |                      |      |       |        |      |
| Mistrzostwa Europy          | 2022 | Sankt Moritz         | dwójki      | 02 !    |                      |      |       |        |      |
| Mistrzostwa Europy          | 2022 | Sankt Moritz         | czwórki     | 5.      |                      |      |       |        |      |
| Mistrzostwa świata juniorów | 2018 | Sankt Moritz         | dwójki      | 7.      |                      |      |       |        |      |
| Mistrzostwa świata juniorów | 2018 | Sankt Moritz         | czwórki     | 01 !    |                      |      |       |        |      |